# Pakistanische Cricket-Nationalmannschaft in Australien in der Saison 2004/05
Die Tour der pakistanischen Cricket-Nationalmannschaft nach Australien in der Saison 2004/05 fand vom 16. Dezember 2004 bis zum 5. Januar 2005 statt. Die internationale Cricket-Tour war Bestandteil der Internationalen Cricket-Saison 2004/05 und umfasste drei Tests. Australien gewann die Test-Serie 3–0.

## Vorgeschichte
Australien spielte zuvor eine Tour gegen Neuseeland, Pakistan das das BCCI Plantinum Jubilee Match in Indien.
Das letzte Aufeinandertreffen der beiden Mannschaften bei einer Tour fand in der Saison 2002/03 in Sri Lanka und den Vereinigten Arabischen Emiraten statt.

## Stadien
Die folgenden Stadien wurden für die Tour als Austragungsort vorgesehen.
| Stadion                  | Stadt     | Kapazität | Spiele  |
| ------------------------ | --------- | --------- | ------- |
| Melbourne Cricket Ground | Melbourne | 100.024   | 2. Test |
| WACA Ground              | Perth     | 20.000    | 1. Test |
| Sydney Cricket Ground    | Sydney    | 48.000    | 3. Test |

## Kaderlisten
Pakistan benannte seinen Kader am 17. November 2004.
Australien genannte seinen Kader am 10. Dezember 2004.
| Test | Test |
| Australien | Pakistan |
| --- | --- |
| - Ricky Ponting (K) - Michael Clarke - Adam Gilchrist (wk) - Jason Gillespie - Matthew Hayden - Michael Kasprowicz - Justin Langer - Darren Lehmann - Stuart MacGill - Glenn McGrath - Damien Martyn - Shane Warne - Shane Watson | - Inzamam-ul-Haq (K) - Abdul Razzaq - Asim Kamal - Danish Kaneria - Imran Farhat - Kamran Akmal (wk) - Mohammad Asif - Mohammad Khalil - Mohammad Sami - Mohammad Yousuf - Naved-ul-Hasan - Salman Butt - Shahid Afridi - Shoaib Akhtar - Shoaib Malik - Yasri Hameed - Younis Khan |

## Tour Matches
| 1. – 3. Dezember Scorecard | Perth | Western Australia Second XI 158 (34) & 192 (58) | – | Pakistanis 257 (60.5) & 83 (28) |
|                            |       | Western Australia Second XI gewinnt mit 10 Runs |   |                                 |

| 3. Dezember Scorecard | Perth | Pakistanis 273-8 (40)           | – | Western Australia Second XI 147 (38.1) |
|                       |       | Pakistanis gewinnt mit 126 Runs |   |                                        |

| 7. Dezember Scorecard | Perth (Lilac Hill) | Pakistanis 256-9 (50)          | – | Cricket Australia Chairman’s XI 213 (45.2) |
|                       |                    | Pakistanis gewinnt mit 43 Runs |   |                                            |

| 9. – 11. Dezember Scorecard | Perth | Pakistanis 262 (82.1) & 174 (54.2)       | – | Western Australia 404-9d (92) & 34-0 (4.5) |
|                             |       | Western Australia gewinnt mit 10 Wickets |   |                                            |

## Tests

### Erster Test in Perth
| 16. – 19. Dezember Scorecard | Perth | Australien 381 (90.5) & 361-5d (85.2) | – | Pakistan 179 (77.3) & 72 (31.3) |
|                              |       | Australien gewinnt mit 491 Runs       |   |                                 |

Der Pakistaner Shoaib Akhtar wurde auf Grund von provozierendem Jubelns mit einer Geldstrafe belegt.

### Zweiter Test in Melbourne
| 26. – 29. Dezember Scorecard | Melbourne (MCG) | Pakistan 341 (107.3) & 163 (64.2) | – | Australien 379 (99.3) & 127-1 (27.5) |
|                              |                 | Australien gewinnt mit 9 Wickets  |   |                                      |

### Dritter Test in Sydney
| 2. – 5. Januar Scorecard | Sydney | Pakistan 304 (86.4) & 325 (89.2) | – | Australien 568 (133.3) & 62-1 (9.3) |
|                          |        | Australien gewinnt mit 9 Wickets |   |                                     |

## Statistiken
Die folgenden Cricketstatistiken wurden bei dieser Tour erzielt.
| Tests              | Tests      | Tests   | Tests   | Tests   | Tests   | Tests   | Tests   | Tests   |
| Batting            | Batting    | Batting | Batting | Batting | Batting | Batting | Batting | Batting |
| Spieler            | Mannschaft | Spiele  | Innings | Runs    | Average | HS      | 100s    | 50s     |
| ------------------ | ---------- | ------- | ------- | ------- | ------- | ------- | ------- | ------- |
| Ricky Ponting      | Australien | 3       | 6       | 403     | 100,75  | 207     | 1       | 2       |
| Justin Langer      | Australien | 3       | 6       | 390     | 65,00   | 191     | 1       | 2       |
| Damien Martyn      | Australien | 3       | 4       | 310     | 103,33  | 142     | 2       | 1       |
| Younis Khan        | Pakistan   | 3       | 6       | 259     | 43,16   | 87      | 0       | 1       |
| Adam Gilchrist     | Australien | 3       | 4       | 230     | 76,66   | 113     | 1       | 1       |
| Bowling            |            |         |         |         |         |         |         |         |
| Spieler            | Mannschaft | Spiele  | Overs   | Wickets | Average | BBI     | 5W      | 10W     |
| Glenn McGrath      | Australien | 3       | 107     | 18      | 14,44   | 8/24    | 1       | 0       |
| Danish Kaneria     | Pakistan   | 3       | 149.2   | 15      | 37,33   | 7/188   | 2       | 0       |
| Shane Warne        | Australien | 3       | 124.3   | 14      | 28,71   | 4/111   | 0       | 0       |
| Shoaib Akhtar      | Pakistan   | 3       | 77.3    | 11      | 30,36   | 5/99    | 2       | 0       |
| Michael Kasprowicz | Australien | 2       | 56      | 9       | 15,77   | 5/30    | 1       | 0       |

## Player of the Series
Als Player of the Series wurden die folgenden Spieler ausgezeichnet.
| Serie | Player of the Series |
| ----- | -------------------- |
| Test  | Damien Martyn        |

### Player of the Match
Als Player of the Match wurden die folgenden Spieler ausgezeichnet.
| Spiel   | Player of the Match |
| ------- | ------------------- |
| 1. Test | Justin Langer       |
| 2. Test | Damien Martyn       |
| 3. Test | Stuart MacGill      |